# Violvippa
Violvippa (Aechmea weilbachii ) är en art inom familjen ananasväxter från sydöstra Brasilien.
Epifyt som bildar en trattformad bladrosett, 50-60cm hög och 40-50cm i diameter. Bladen är mörkgröna, glänsande. Axet blir cirka 10cm. Högbladen är röda och själva blommorna är lila. Varje rosett blommar endast en gång, men nya skott kommer från roten.

## Odling
Placeras ljust men ej skarp sol. Trivs bäst med hög luftfuktighet. Planteras i väldränerad standardjord. Förvaras i rumstemperatur eller något svalare, minimum 15-18°C. Vattnas regelbundet på sommaren och skall helst inte torka ut, vintertid torrare. Vattna inte i struten, då ruttnar plantan lätt. Ge svag gödning regelbundet under sommaren. Nya rosetter kan avskiljas efter att de bildat rötter och är ungefär hälften så stora som den vuxna bladstruten. Plantera direkt i jord och vattna ytterst lite tills plantan rotat sig.

## Sorter
'Leodiensis' - har kraftigt färgade högblad och blommor i kompakta blomställningar.